# Венедиков, Михаил
Михаил Иванов Венедиков (болг. Михаил Иванов Венедиков; 5 июня 1905, Сливен — 30 сентября 1973, София) — болгарский геодезист, многолетний преподаватель Софийского лесотехнического университета.

## Биография

### Семья
Родился 5 июня 1905 года в Сливене. Представитель старинного семейства Венедиковых из села Баня. Отец — Иван Христов Венедиков (1871—1943) — болгарский офицер, полковник, участник обеих Балканских и Первой мировой войны, организатор Горноджумайского восстания 1902 года. Дед — Христо Иванов Венедиков (1834—1916), деятель болгарского возрождения в Македонии, кмет родного села и основатель первого классного училища в Бане (1869 год), один из участников антитурецкого восстания 1876 года. Дядя — Константин Христов Венедиков (1866—1933), генерал болгарской армии.
Михаил Венедиков женился в 1944 году на итальянке Стефании Джузеппе Мусо, дочери итальянского инженера-строителя Джузеппе Муссо, который с 1890 по 1941 годы построил в Болгарии множество мостов по своим проектам. Дети — Камен Венедиков (род. 1945), инженер-программист; Мила Венедикова (род. 1948), инженер-машиностроитель.

### Образование и работа
Окончил в 1924 году реальное отделение 2-й Софийской мужской гимназии с факультативом изучения инструментальной музыки. Поступил в Софийский университет на юридический факультет, но в 1928 году уехал учиться в Пражскую политехнику по специальности «землемерие». Окончил в 1933 году политехнику, в течение года был ассистентом по геодезии там, в 1934 году стал ассистентом по геодезии в Софийском университете (до 1943 года). Защитил докторскую диссертацию по теме «Выбор наиболее подходящей картографической проекции на территории Швейцарии и Болгарии».
С 1943 года Венедиков — почётный доцент, с 1946 — доцент, с 1950 — профессор геодезии в Софийском университете. Глава кафедры геодезии факультета сельского и лесного хозяйства Софийского университета в 1946—1953 годах (в последний год был деканом факультета). С 1953 года и до своей смерти преподавал в Софийском лесотехническом университете, руководил кафедрой геодезии с 1953 года. Почётный преподаватель геодезии Софийского университета имени Климента Охридского, сельскохозяйственной академии имени Георгия Димитрова и Высшего инженерно-строительного института. Читал лекции по геодезии, по предметам «Горные транспортные средства» и «Картометрия и картографические материалы».
Также Венедиков работал в Географическом институте при Министерстве обороны, где был удостоен ряда наград за большие заслуги в развитии геодезии и картографии для нужд болгарской армии; в Центральной лаборатории высшей геодезии при Болгарской академии наук, Геофизическом институте Болгарской академии наук, Военно-топографической службе Министерства обороны и Центральной военной картографической базе в городе Троян. Был членом редакционных коллегий журналов «Геодезия, картография и земеустройство» и «Известия на Централната лаборатория по геодезия».
Скончался 30 сентября 1973 года в Софии.

## Научная деятельность
Профессор Михаил Венедиков является автором 34 публикаций в областях картографических проекций, применяемых в геодезии; земного магнетизма; измерения и выравнивания треугольников и многоугольников; тригонометрического нивелирования, исследования магнитных аномалий в Чёрном море и определения коэффициента земной рефракции в Болгарии. Автор учебников по геодезии: 1-я и 2-я часть вышли в 1948 и 1950 годах соответственно, в 1951 году был издан учебник для астроном, в 1953 — для инженеров лесного хозяйства, основной учебник переиздан в 1962 и 1963 годах. Также составил «Пятизначные логарифмические таблицы чисел и тригонометрических функций при новом градусном делении», выдержавшим 9 переизданий (последнее было в 1975 году, уже после смерти автора).

## Награды
- Дважды кавалер ордена Кирилла и Мефодия (НРБ)
- Почётная грамота и почётный золотой знак Центрального совета профсоюзов Болгарии (1964)
- Грамота Союза болгарских учителей, преподавателей и научных работников вузов и Болгарской АН (1969)
- Грамота и Золотой союзный юбилейный знак Болгарского инженерно-архитектурного общества (1968)